# Maria Berruezo
Maria Berruezo (Granollers, 22 de agosto de 1982) es una emprendedora española del sector femtech.
Es una de las dos representantes españolas del comité de expertos de la agencia de la ONU Unitar (el Instituto de las Naciones Unidas para la Formación Profesional y la Investigación) que asesora en la Iniciativa Mundial de Educación en Lactancia Materna.
Berruezo ha sido escogida como una de las 100 personas más creativas del mundo de los negocios según la edición española de la revista económica Forbes. También ha sido elegida como una de las 100 mejores emprendedoras sociales de Europa por la red europea Euclid, como una de las empresarias referentes del emprendimiento innovador por el Alto comisionado para España nación emprendedora, del Gobierno, y por la escuela de negocios EAE como una de las 10 mejores emprendedoras de Cataluña.
En 2016 cofundó la startup LactApp, la primera aplicación sobre lactancia materna basada en inteligencia artificial.